# Terraforming des Mars

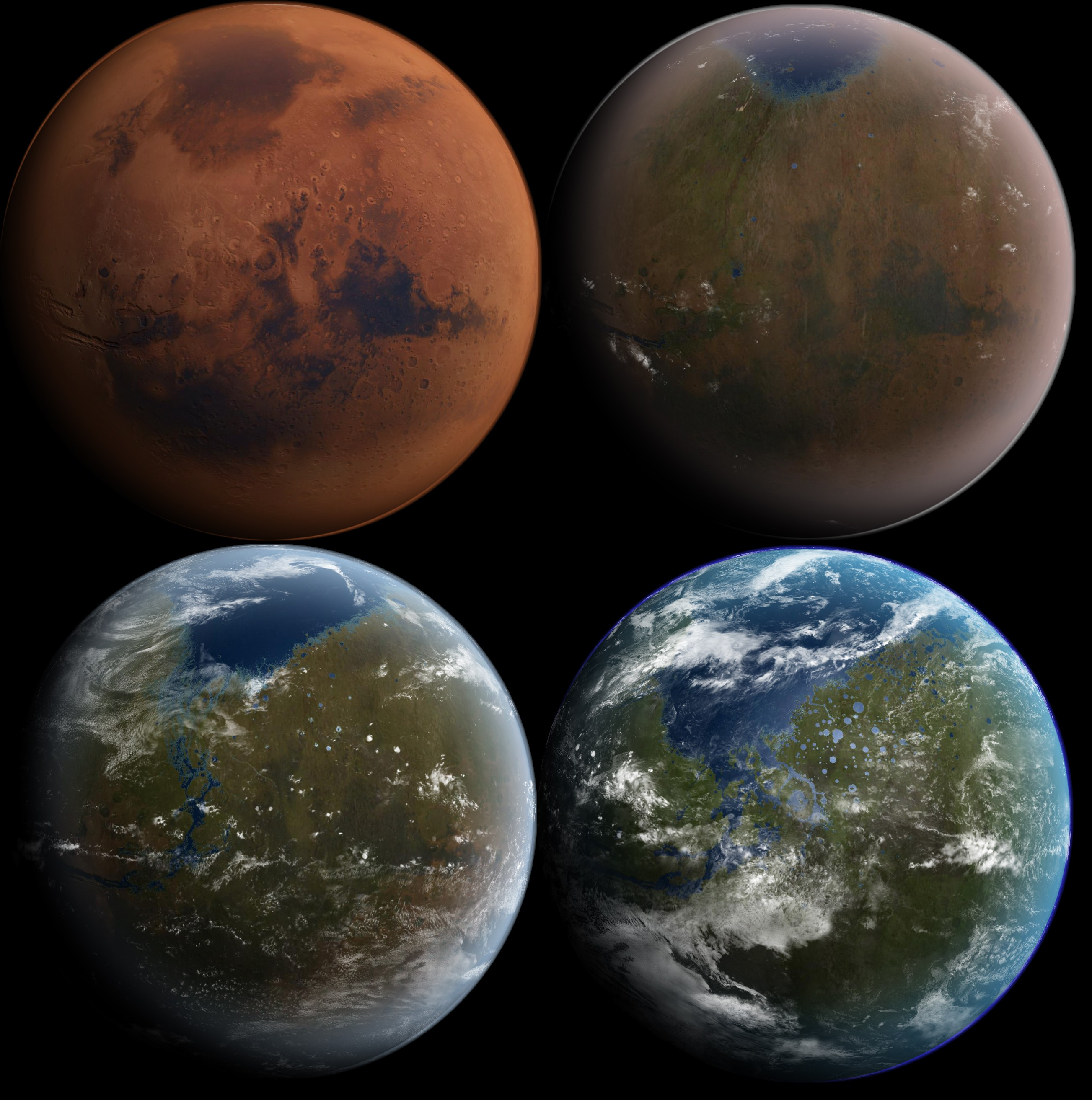
Künstlerische Darstellung des Terraforming-Prozesses Mars

Das Terraforming des Mars oder die Terraformation des Mars ist ein hypothetisches Verfahren, das aus einem oder mehreren gleichzeitigen Projekten bestehen würde, mit dem Ziel, den Mars von einem lebensfeindlichen Planeten zu einem solchen zu verwandeln, der Menschen und andere Lebensformen nachhaltig beherbergen kann. Der Prozess würde vermutlich die Erneuerung des bestehenden Klimas, der Atmosphäre und der Oberfläche des Planeten durch eine Vielzahl von ressourcenintensiven Initiativen und die Installation eines neuartigen Ökosystems oder neuartiger Ökosysteme umfassen.
Gründe für die Wahl des Mars gegenüber anderen potenziellen Terraforming-Zielen sind das Vorhandensein von Wasser und eine geologische Geschichte, die darauf hindeutet, dass er einst eine dichte Atmosphäre ähnlich der Erde beherbergte. Zu den Gefahren und Schwierigkeiten gehören geringe Schwerkraft, geringe Lichtverhältnisse im Vergleich zur Erde und das Fehlen eines Magnetfelds.
Es besteht Uneinigkeit darüber, ob die aktuelle Technologie den Planeten bewohnbar machen könnte. Weitere Einwände sind ethische Bedenken bezüglich Terraforming und die erheblichen Kosten, die ein solches Unterfangen mit sich bringen würde. Zu den Gründen für die Terraformung des Planeten gehören die Zerstreuung von Bedenken hinsichtlich der Ressourcennutzung und -erschöpfung auf der Erde sowie Argumente, dass die Veränderung und anschließende oder gleichzeitige Besiedlung anderer Planeten die Wahrscheinlichkeit des Aussterbens der Menschheit verringert.

## Motivation und Nebenwirkungen

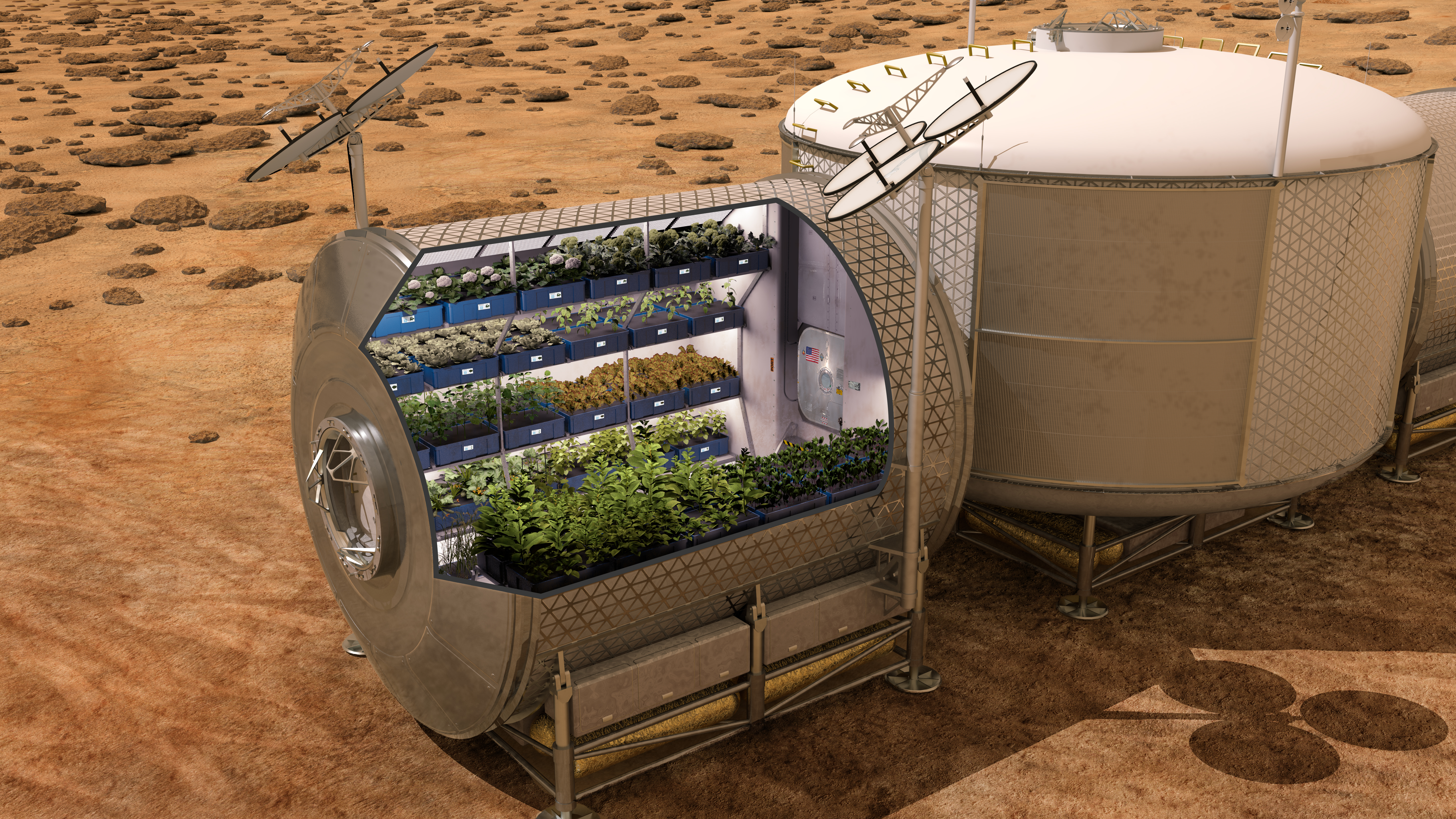
Illustration von Pflanzen, die in einer imaginären Marsbasis wachsen

Zukünftiges Bevölkerungswachstum, Nachfrage nach Ressourcen und eine alternative Lösung für das Doomsday-Argument könnten die menschliche Kolonisierung anderer Körper als der Erde erfordern, wie z. B. Mars, Mond und andere Objekte. Die Besiedlung des Weltraums würde die Nutzung der Energie- und Materialressourcen des Sonnensystems erleichtern.
In vielerlei Hinsicht ist der Mars der erdähnlichste aller anderen Planeten im Sonnensystem. Es wird angenommen, dass der Mars zu Beginn seiner geologischen Geschichte eine erdähnlichere Umgebung hatte, mit einer dickeren Atmosphäre und reichlich Wasser, das im Laufe von Hunderten von Millionen Jahren durch atmosphärisches Entweichen verloren ging. Angesichts der Grundlagen von Ähnlichkeit und Nähe wäre der Mars eines der plausibelsten Terraforming-Ziele im Sonnensystem.
Zu den Nebenwirkungen von Terraforming gehört die potenzielle Verdrängung oder Zerstörung von indigenem Leben, auch wenn es mikrobiell ist, falls solches Leben existiert.

## Herausforderungen und Einschränkungen

Dieses Diagramm zeigt die Veränderung der Atmosphäre, die vom Mars entweicht, wenn sie nahe an der Durchschnittstemperatur auf der Erde wäre. Es wird angenommen, dass der Mars in der Vergangenheit warm war (aufgrund von Beweisen für flüssiges Wasser auf der Oberfläche), und Terraforming würde ihn wieder warm machen. Bei diesen Temperaturen würden Sauerstoff und Stickstoff viel schneller ins All entweichen als heute.

Die Marsumgebung stellt mehrere Terraforming-Herausforderungen dar, die es zu überwinden gilt, und das Ausmaß des Terraforming kann durch bestimmte Schlüsselumgebungsfaktoren begrenzt sein. Hier ist eine Liste mit einigen der Unterschiede zwischen dem Mars und der Erde, die durch Terraforming angegangen werden sollen:
- Reduzierte Lichtverhältnisse (ca. 60 % der Erde)[8]
- Niedrige Oberflächengravitation (38 % der Erdanziehungskraft)
- Unatembare Atmosphäre[9]
- Atmosphärischer Druck (etwa 1 % des Erddrucks; deutlich unter der Armstrong-Grenze)
- Ionisierende Sonnen- und kosmische Strahlung an der Oberfläche[10]
- Durchschnittstemperatur von −63 °C (210 K) im Vergleich zum Erddurchschnitt von 14 °C (287 K)[11]
- Molekulare Instabilität – Bindungen zwischen Atomen lösen sich in kritischen Molekülen wie organischen Verbindungen auf
- Globale Staubstürme
- Keine natürliche Nahrungsquelle
- Giftiger Boden[12][13]
- Kein globales Magnetfeld zur Abschirmung gegen den Sonnenwind

### Den Auswirkungen des Weltraumwetters entgegenwirken
Der Mars hat kein intrinsisches globales Magnetfeld, aber der Sonnenwind interagiert direkt mit der Atmosphäre des Mars, was zur Bildung einer Magnetosphäre aus Magnetfeldröhren führt. Dies stellt Herausforderungen für die Minderung der Sonnenstrahlung und die Aufrechterhaltung einer Atmosphäre dar.
Das Fehlen eines Magnetfelds, seine relativ geringe Masse und seine atmosphärische Photochemie hätten im Laufe der Zeit zur Verdunstung und zum Verlust seines flüssigen Oberflächenwassers beigetragen. Marsumkreisende Sonden haben einen durch Sonnenwind induzierten Ausstoß atmosphärischer Atome des Mars entdeckt, was darauf hindeutet, dass der Sonnenwind die Marsatmosphäre im Laufe der Zeit abgestreift hat. Zum Vergleich: Die Venus hat zwar eine dichte Atmosphäre, aber nur Spuren von Wasserdampf (20 ppm), da ihr ein großes, durch Dipole induziertes Magnetfeld fehlt.
Die Ozonschicht der Erde bietet zusätzlichen Schutz. Ultraviolettes Licht wird blockiert, bevor es Wasser in Wasserstoff und Sauerstoff dissoziieren kann.

### Niedrige Schwerkraft und Druck
Die Oberflächengravitation auf dem Mars beträgt 38 % der auf der Erde. Es ist nicht bekannt, ob dies ausreicht, um die mit der Schwerelosigkeit verbundenen Gesundheitsprobleme zu verhindern.
Die Atmosphäre des Mars hat etwa 1 % des Drucks der Erde auf Meereshöhe. Es wird geschätzt, dass im Regolith und in der Südpolkappe genügend Eis vorhanden ist, um eine 30 bis 60 kPa große Atmosphäre zu bilden, wenn es durch die Erwärmung des Planeten freigesetzt wird. Das Wiederauftauchen von flüssigem Wasser auf der Marsoberfläche würde zu den Erwärmungseffekten und der atmosphärischen Dichte beitragen, aber die geringere Schwerkraft des Mars erfordert das 2,6-fache der Luftmasse der Erdsäule, um den optimalen 100 kPa Druck an der Oberfläche zu erreichen. Zusätzliche flüchtige Stoffe zur Erhöhung der Dichte der Atmosphäre müssen aus einer externen Quelle zugeführt werden, beispielsweise durch die Umleitung mehrerer massiver Asteroiden (insgesamt 40–400 Milliarden Tonnen), die Ammoniak (NH3) als Stickstoffquelle enthalten.

### Atmen auf dem Mars
Die aktuellen Bedingungen in der Marsatmosphäre liegen mit weniger als 1 kPa atmosphärischem Druck deutlich unter der Armstrong-Grenze von 6 kPa, wo ein sehr niedriger Druck freiliegende Körperflüssigkeiten, wie Speichel, Tränen und Flüssigkeiten für die Benetzung der Alveolen in der Lunge, zum Verkochen bringt. Ohne einen Druckanzug wird keine Menge an atembarem Sauerstoff, die auf irgendeine Weise zugeführt wird, das Sauerstoffatmungsleben länger als ein paar Minuten aufrechterhalten. In dem technischen Bericht der NASA zu schnellen (explosiven) Dekompressionsnotfällen bei druckgeeigneten Personen berichtete ein Überlebender, nachdem er einem Druck unterhalb der Armstrong-Grenze ausgesetzt worden war, dass seine „letzte bewusste Erinnerung daran war, dass das Wasser auf seiner Zunge zu kochen begann“.
Wenn der atmosphärische Druck auf dem Mars über 19 kPa steigen könnte, wäre ein Druckanzug nicht erforderlich. Besucher müssten nur eine Maske tragen, die 100 % Sauerstoff unter Überdruck liefert. Eine weitere Erhöhung auf 24 kPa Atmosphärendruck würde eine einfache Maske ermöglichen, die reinen Sauerstoff liefert. Dies könnte Bergsteigern ähneln, die sich in Drücke unter 37 kPa wagen, die auch als Todeszone bezeichnet werden, wo eine unzureichende Menge an Flaschensauerstoff oft zu Hypoxie mit Todesfällen geführt hat. Wenn die Erhöhung des atmosphärischen Drucks jedoch durch Erhöhung des CO2 (oder eines anderen giftigen Gases) erreicht würde, müsste die Maske sicherstellen, dass die Außenatmosphäre nicht in das Atemgerät eindringt. CO2-Konzentrationen von nur 1 % verursachen beim Menschen Schläfrigkeit. Konzentrationen von 7 % bis 10 % können Erstickungsgefahr hervorrufen, auch wenn ausreichend Sauerstoff vorhanden ist. (Siehe Kohlendioxidtoxizität.)
Im Jahr 2021 konnte das NASA-Rover Perseverance jedoch Sauerstoff auf dem Mars herstellen. Der Prozess ist komplex und braucht viel Zeit, um eine kleine Menge Sauerstoff zu produzieren.

## Vorteile
Laut Wissenschaftlern existiert der Mars am äußeren Rand der bewohnbaren Zone, einer Region des Sonnensystems, in der flüssiges Wasser auf der Oberfläche unterstützt werden könnte, wenn konzentrierte Treibhausgase den atmosphärischen Druck erhöhen könnten. Das Fehlen sowohl eines Magnetfelds als auch geologischer Aktivität auf dem Mars kann auf seine relativ geringe Größe zurückzuführen sein, die es dem Mars ermöglichte, sich schneller abzukühlen als das der Erde, obwohl die Details eines solchen Prozesses noch nicht gut verstanden sind.
Es gibt starke Hinweise darauf, dass der Mars in einem früheren Stadium seiner Entwicklung einst eine Atmosphäre hatte, die so dick war wie die der Erde, und dass sein Druck reichlich flüssiges Wasser an der Oberfläche unterstützte. Obwohl Wasser auf der Marsoberfläche einst vorhanden gewesen zu sein scheint, existiert Bodeneis derzeit von den mittleren Breiten bis zu den Polen. Der Boden und die Atmosphäre des Mars enthalten viele der wichtigsten lebenswichtigen Elemente, darunter Schwefel, Stickstoff, Wasserstoff, Sauerstoff, Phosphor und Kohlenstoff.